# Frivilliga resursgruppen
Frivilliga Resursgruppen (FRG) är sedan 2004 en del av den svenska krisberedskapen, ett organiserat nätverk av lokala frivilligorganisationer och individer, vars uppgift är att stötta respektive kommuns region vid extraordinära lägen, samt via kommunen stötta regioner och centrala myndigheter som förstärkningsresurs.

## Verksamhet
Frivilliga Resursgruppen finns i drygt hälften av alla kommuner och i alla regioner utom Halland och Gotland (mars 2022) och utgörs av personer från olika frivilligorganisationer. Frivilliga Resursgruppen organiseras av Civilförsvarsförbundet (som även har utbildningsansvaret) och Sveriges Kommuner och Regioner, på uppdrag av Myndigheten för samhällsskydd och beredskap (MSB). Varje kommun avgör själv om de vill inrätta en Frivillig Resursgrupp i sin kommun. Verksamheten är inte juridiskt stipulerad.
Frivilliga Resursgruppen har till uppgift att finnas till hands när samhällets ordinarie resurser behöver förstärkas i utsatta lägen, till exempel vid en större olycka, kris, krig eller naturkatastrof. En frivillig resursgrupp kallas in på begäran av kommunledningen när något extraordinärt inträffar, för att till exempel hjälpa till med evakueringar, information och administration. Information och medmänskligt stöd är en mycket viktig uppgift för den som är aktiv i Frivilliga Resursgruppen. 
Vid större händelser kan frivilliga resursgrupper samordnas på samma sätt som räddningstjänsten. Statens möjlighet att överta ansvar för att leda räddningstjänsten vid större händelser omfattar även de resurser som finns inom frivilliga resursgrupper.
Vid årsskiftet 2015/2016 fanns FRG i 162 kommuner (kommun med FRG-avtal och bemannad FRG, eller där bemanning inletts eller kommunen sagt ja till att inleda bemanning).